# Barye
Pour les articles homonymes, voir Barye (homonymie).
La barye (symbole : ba) est l'unité de pression du système CGS. Une barye vaut une dyne par centimètre carré, 1 gramme par centimètre par seconde carrée ou 0,1 Pa.
Une barye représentait donc une valeur de pression très faible. On lui préférait généralement un de ses multiples, le bar, qui valait 1 000 000 baryes.